# Grup de la byströmita
El grup de la byströmita és un grup de minerals de la classe dels òxids. El grup està format per tres espècies minerals: byströmita, ordoñezita i tredouxita. Totes tres espècies cristal·litzen en el sistema tetragonal.
| Espècie    | Fórmula |
| ---------- | ------- |
| Byströmita | MgSb₂O₆ |
| Ordoñezita | ZnSb₂O₆ |
| Tredouxita | NiSb₂O₆ |

Segons la classificació de Nickel-Strunz els minerals d'aquest grup pertanyen a «04.DB - Metall:Oxigen = 1:2 i similars, amb cations de mida mitjana; cadenes que comparteixen costats d'octàedres» juntament amb els següents minerals: argutita, cassiterita, plattnerita, pirolusita, rútil, tripuhyita, tugarinovita, varlamoffita, tapiolita-(Fe), tapiolita-(Mn), akhtenskita, nsutita, paramontroseïta, ramsdel·lita, scrutinyita, ishikawaïta, ixiolita, samarskita-(Y), srilankita, itriocolumbita-(Y), calciosamarskita, samarskita-(Yb), ferberita, hübnerita, sanmartinita, heftetjernita, huanzalaïta, columbita-(Fe), tantalita-(Fe), columbita-(Mn), tantalita-(Mn), columbita-(Mg), qitianlingita, magnocolumbita, tantalita-(Mg), ferrowodginita, litiotantita, litiowodginita, titanowodginita, wodginita, ferrotitanowodginita, tivanita, carmichaelita, alumotantita i biehlita.